# Stefan Nemirovski
Pour les articles homonymes, voir Nemirovski.
Stefan Yourievitch Nemirovski (russe : Стефан Юрьевич Немировский, né le 29 juillet 1973) est un mathématicien russe.

## Formation et carrière
Stefan Nemirovski obtient son doctorat à l'Université d'État de Moscou en 1998, habilité en 2007 (doctorat russe), est mathématicien à l'Institut de mathématiques Steklov. Il enseigne également à l'Université indépendante de Moscou et il est chercheur invité à l'Université de la Ruhr à Bochum. En 2008, il a été élu membre correspondant de l'Académie des sciences de Russie.

## Travaux
Nemirowski travaille dans les domaines de la topologie et de l'analyse complexe et a utilisé des techniques modernes telles que la théorie de Seiberg-Witten pour résoudre certains problèmes anciens concernant les sous-variétés dans des espaces complexes.

## Prix et distinctions
En 2000, il a reçu le prix de la Société mathématique européenne.

## Publications
- Complex analysis and differential topology on complex surfaces, Russian Mathematical Surveys, Vol.59, 1999, pp.729-752.